# Xanthochroa californica
Xanthochroa californica är en skalbaggsart som beskrevs av Horn 1874. Xanthochroa californica ingår i släktet Xanthochroa och familjen blombaggar. Inga underarter finns listade i Catalogue of Life.